# Ellis Clarke
Sir Ellis Emmanuel Innocent Clarke (Puerto España, 28 de diciembre de 1917 – Maraval, 30 de diciembre de 2010) fue el primer Presidente de Trinidad y Tobago y el segundo y último Gobernor-General de Trinidad y Tobago. Fue uno de los principales arquitectos de la Consitución de Independencia de Trinidad y Tobago de 1962.

## Biografía
Clarke estudió en el Saint Mary's College de Trinidad y Tobago, ganando una beca de la isla en matemáticas en 1938. Ellis Clarke fue al University College de Londres, donde recibió la licenciatura de derecho. Volvió a Puerto España en 1941.

## Carrera política

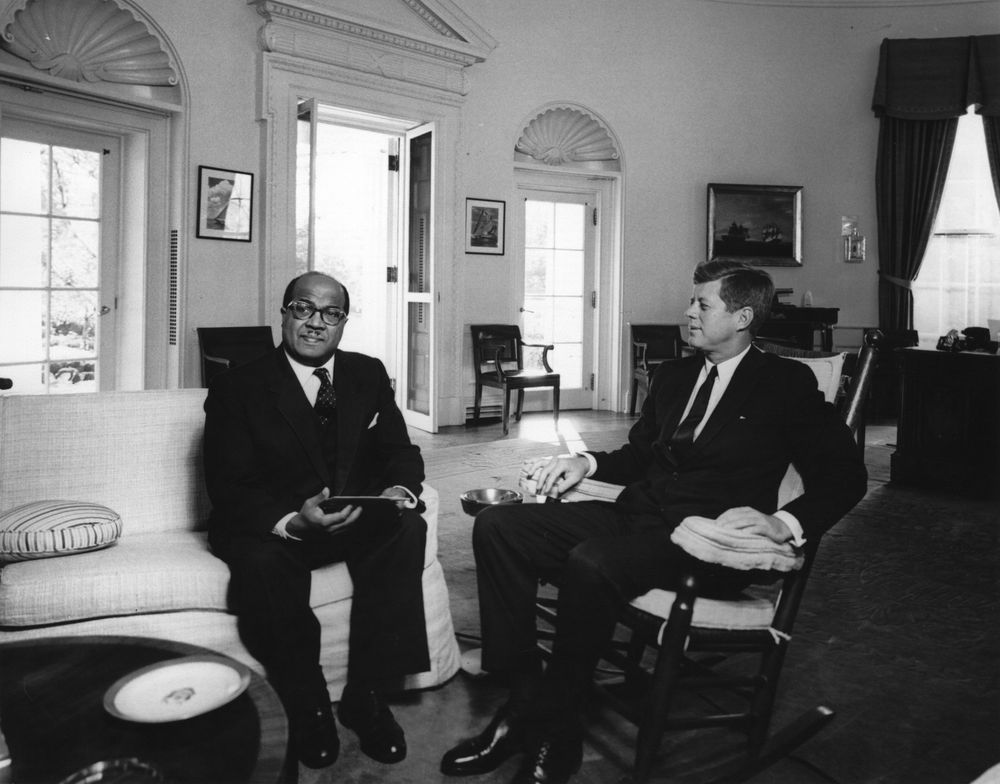
Presidente Sir Ellis Clarke (izquierda) en un encuentro con el Presidente John F Kennedy (derecha) cuando es embajador

Se desempeñó como Procurador General desde 1954 a 1956, Secretario colonial en funciones de 1956 y 1957, y Fiscal General de Trinidad y Tobago (1957–62). Después de la independencia en 1962 ocupó el cargo de Embajador en los Estados Unidos, Canadá y México, y Representante permanente en las Naciones Unidas, siendo nombrado en 1963 caballero o Sir (knight bachelor).
En 1972 sucedió a Sir Solomon Hochoy como Gobernador General. Cuando Trinidad and Tobago se convirtió en república en 1976, Clarke fue elegido como el primer Presidente de Trinidad y Tobago, que comprendía a los miembros electos de ambas Cámaras del Parlamento. Fue reelegido por el Movimiento Nacional del Pueblo, que controló el Colegio Electoral y completó su segundo mandato en 1987. Desacuerdos con el nuevo gobierno de la Alianza Nacional para la Reconstrucción dio como resultado que Clarke no fuera elegido para una tercera legislatura, siendo sucedido por Noor Hassanali.
Clarke fue condecorado con la Orden de San Miguel y San Jorge en 1960 y fue nombrado caballero de la Gran Cruz de esa orden en 1972. Aunque dejó de usar el título de "Sir" después de que el país se convirtiera en una república, después de retirarse de la presidencia volvió a adoptar su título y fue generalmente referido como "Ex Presidente, Sir Ellis Clarke" o Sir Ellis.
Se casó con Lady Ermyntrude Clarke (1921–2002) y estuvo unido con ella casi 50 años. Tvieron tres hijos: Peter Ellis Clarke (casado con Suzanne Traboulay), Margaret-Ann (casada con Gordon Fisken) y Richard, que murió cuando todavía era un niño.
Ellis Clarke fue uno de los seis expertos en todo el mundo a los que se les pidió que presentaran informes al Comité Asesor de la República de Australia en 1993 detallando la experiencia de su país en el paso de una monarquía constitucional a una república.
El 24 de noviembre de 2010, Clarke sufrió un derrame cerebral, falleciendo el 30 de diciembre de 2010, dos días después de cumplir los 93 años.